# Калкан
Вижте пояснителната страница за други значения на Калкан.
Калканът (Scophthalmus maximus) е вид лъчеперки от семейство Калканови (Scophthalmidae).

## Описание и начин на живот
Калканът е дънна риба и рядко плава. Вирее до дълбочина 40 – 80 m. Съществуват около 30 вида, 3 от които се срещат в България. Обикновено достига дължина около 1 метър и тегло – 4 кг. Някои видове като Rhombus maeoticus достигат тегло до 15 кг. Продължителността на живота е около 15 години. Тялото е със специфична форма – несиметрично, плоско, ромбовидно. Малките са симетрични риби, които с израстването си придобиват измененията на възрастните. Горната част на калкана е осеяна с многобройни бели, кафяви и черни петна, покрито с островърхи костни плочки (подобни на копчета). Очите са разположени върху едната (горната) страна на тялото. Калканът има гръбна и анална перка.
За тези риби е характерна мимикрията. Те бързо променят цвета и рисунъка на тялото си по подобие на средата (пясъчна, камениста и др.), където се намират. Тази камуфлажна окраска, освен че им помага особено много, когато трябва да се предпазят от враговете си, е удобство за тях, когато си търсят храна.
Калканът е хищник. Прекарва по-голямата част от времето си заровен в пясъка, дебнещ своята плячка. Когато го доближи риба, той „скача“ и лакомо я поглъща. Основната му храна са дънни риби и ракообразни, парчета зарган и сафрид. По-малките се хранят с дребни ракообразни и скариди.
Висококачественото месо на тази риба я прави предпочитан деликатес.

## Разпространение и запаси
Разпространени са в Черно, Средиземно море и в северната част на Атлантическия океан. В България по-голяма концентрация се наблюдава на север от нос Калиакра. Обича крайбрежните води.
В последните години се наблюдава трайна тенденция към значително намаляване броя на тези риби. Особено критично е положението в България. Затова чрез специални трални снимки периодично се определя количеството на калкана в нашето море.
Калканът е единствената риба в България, която се лови на квотен принцип. Голяма част от лова се изнася за Турция, където цената им на борсата е много по-висока. Провежданата държавна политика в България цели: опазване сътоянието на популацията от калкан и същевременно осигуряване на устойчиви улови за ангажираните в този риболов, намаляване на незаконния, нерегулиран и недеклариран риболов, постепенно увеличаване на квотата определена на България.